# Clioquinol
El clioquinol es un fármaco antiséptico y antifúngico perteneciente al grupo de la 8-hidroxiquinoleína, pero halogenada. Está emparentado con la oxiquinolina, pero a diferencia de ésta, el clioquinol posee Yodo y Cloro. Es de color amarillo café.
Antiguamente existía la formulación de clioquinol de marca registrada Enterovioformo, en comprimidos, muy utilizada en México para tratar diarreas infecciosas; sin embargo, fue descontinuada y hoy se usa de forma tópica en pomadas como monofármaco, o combinada con un corticoide. Con el contacto de la luz, el clioquinol se vuelve oscuro.
El clioquinol aplicado en áreas extensas o erosionadas de la piel puede conducir a un aumento de los niveles de yodo unido a proteínas en una semana; esto incluso puede ocurrir cuando se tratan áreas relativamente pequeñas de la piel por más de una semana.
La absorción tópica del clioquinol en ungüento es rápida y extensa, especialmente cuando la piel está cubierta con un vendaje oclusivo o si el medicamento se aplica a áreas extensas o erosionadas de la piel. Se absorbe a través de la piel en cantidades suficientes como para afectar las pruebas de función tiroidea. Usado en combinación con un corticoide en dermatitis por tiempo prolongado, puede recuperarse una cantidad considerable del producto en orina.

## Precauciones
Cuando el clioquinol se emplea de manera oral, en dosis apropiadas (no más de 2 gramos al día, y por no más de 20 días en adultos), no se esperan efectos adversos. Sin embargo, caso contrario existe un riesgo notable. La reacción tóxica al clioquinol, considerada la más importante es la neuropatía mieloóptica subaguda, que es un trastorno similar a la mielitis. Por esa razón, ya no se comercializa la forma oral del fármaco.

## Advertencias especiales
No debe administrarse a niños menores de dos años.

## Otros usos
La escuticociliatosis es una enfermedad protozoaria devastadora e intratable en el lenguado chileno (Paralichthys adspersus), que ocasiona una pérdida significativa durante todo el año. Un estudio tuvo como objetivo investigar un agente farmacológico eficaz para ser empleado en esta especie. Los efectos in vitro e in vivo del clioquinol se examinaron después del cribado de 30 agentes biocidas contra el Miamiensis avidus. El clioquinol fue el fármaco con potencial, in vitro, más potente de los evaluados contra M. avidus cultivado y el menos tóxico en el lenguado.[actualizar]